# Heil dir im Siegerkranz
Heil dir im Siegerkranz (tiếng Việt: Vẫy chào người đội vòng hoa chiến thắng) là quốc ca chính thức của Đế quốc Đức từ lúc thành lập 1871 đến khi giải thể năm 1918. Bài hát được sáng tác bởi Heinrich Harries năm 1790 với giai điệu là bài Quốc ca Anh God Save the King. Năm 1795, nó được vua Phổ chọn làm hoàng ca. Đến khi Hoàng đế Wilhelm I thành lập Đế quốc Đức năm 1871, Heil dir im Siegerkranz trở thành quốc ca chính thức của toàn đế quốc cho đến năm 1918 sau thất bại của liên quân Đức – Áo–Hung và giải thể đế quốc. Sau đó, Cộng hòa Weimar kế tục đã chọn bài Lied der Deutschen làm quốc ca.

## Lời bài hát

### Lời tiếng Đức[1]
| 1. | Heil dir im Siegerkranz, Herrscher des Vaterlands! Heil, Kaiser, dir! \|: Fühl in des Thrones Glanz Die hohe Wonne ganz, Liebling des Volks zu sein! Heil Kaiser, dir!:\|      | Kính chào ngài trong Vương miện Chiến thắng của Ngài, lãnh đạo tối cao của Tổ quốc, Kính chào Ngài, Kaiser! \|: Cảm nhận sự huy hoàng từ ngai vàng của Ngài lòng chúng tôi vui sướng biết bao, khi được làm con dân của Ngài, Kính chào Ngài, Kaiser!:\|   |
| 2. | Nicht Ross nicht Reisige Sichern die steile Höh', Wo Fürsten steh'n: \|: Liebe des Vaterlands, Liebe des freien Manns Gründen den Herrscher Thron Wie Fels im Meer.:\|         | Không có chiến mã hay hiệp sĩ nào, có thể bảo vệ tòa tháp cao chót vót, nơi Hoàng tử đứng. \|:Tình yêu của tôi đối với Tổ quốc, tình yêu của người nhận được Tự do; tìm thấy được người xứng đáng với Ngai vàng, Như một tảng đá giữa biển khơi bao la.:\| |
| 3. | Heilige Flamme, glüh', Glüh' und erlösche nie Fürs Vaterland! \|: Wir alle stehen dann Mutig für einen Mann, Kämpfen und bluten gern Für Thron und Reich!:\|                   | Ngọn lửa Thần thánh, đã cháy, Cháy mãi và không bao giờ bị dập tắt, Vì Tổ quốc Ta! \|:Tất cả chúng ta sẽ cùng nhau sát cánh, can đảm vì một Người, Chiến đấu và đổ máu với Niềm vui sướng, Vì Ngai vàng và vì Đế chế!:\|                                   |
| 4. | Handlung und Wissenschaft Hebe mit Mut und Kraft Ihr Haupt empor! \|: Krieger und Heldenthat Finde ihr Lorbeerblatt Treu aufgehoben dort, An deinem Thron!:\|                  | Thương mại và Khoa học Giúp ta nâng cao lòng Quả cảm và Sức mạnh Tất cả cho Người! \|: Việc làm Chiến binh và Anh hùng Là phải tìm thấy thành công của chính mình Và giữ gìn lòng Trung thành của mình, Đối với Ngai vàng của Kaiser!:\|                   |
| 5. | Sei, Kaiser Wilhelm, hier Lang deines Volkes Zier, Der Menschheit Stolz! \|: Fühl in des Thrones Glanz, Die hohe Wonne ganz, Liebling des Volks zu sein! Heil, Kaiser, dir!:\| | Ôi, Kaiser Wilhelm, Chúng tôi Đời Đời ca ngợi Người, Niềm tự hào của nhân loại! \|: Cảm nhận sự huy hoàng từ ngai vàng của Ngài, lòng chúng tôi vui sướng biết bao, khi được làm con dân của Ngài, Kính chào Ngài, Kaiser!:\|                              |